# Франческо Марки
Франческо Марки (1504–1576) је био италијански инжењер-архитект, фортификатор и војни писац.

## Биографија
Рођен је 1504. године у Болоњи. Радио је на утврђивању Рима, Парме, Пјаченце и др. Главни је представник новоиталијанске фортификацијске школе. Написао је студију о војној архитектури у три свеске која је објављена у Бреши 1599. године. У првој описује разлику између старог начина утврђивања на зидовима и кулама и новог са бедемима и бастионима. У другој свесци пише о облику тврђава истичући предности великих бастиона са малим међусобним растојањем. У трећој свесци описује разне облике бастиона и њихових додатака. Уз ову свеску дат је и 161 фортификацијски цртеж.